# Prapatnice
Prapatnice (do roku 1991 Prapatnica) jsou vesnice v Chorvatsku ve Splitsko-dalmatské župě. Je součástí města Vrgorac, od něhož se nachází 3,4 km severozápadně. V roce 2021 zde trvale žilo 148 obyvatel. Nejvíce obyvatel (517) zde žilo v roce 1910.
Jihozápadně od Prapatnic se rozkládá pohoří Matokit. Vesnicí prochází župní silnice Ž6201. Sousedními sídly jsou Stilja, bosenské Kašće a město Vrgorac.

## Sousední sídla
| Růžice kompasu | Stilja   | Kašće (BiH) | Orah    | Růžice kompasu |
| Růžice kompasu | Zavojane | Sever       | Banja   | Růžice kompasu |
| Růžice kompasu | Zavojane | Prapatnice  | Banja   | Růžice kompasu |
| Růžice kompasu | Zavojane | Jih         | Banja   | Růžice kompasu |
| Růžice kompasu | Ravča    |             | Vrgorac | Růžice kompasu |